# 单成公
单成公（？—前531年），春秋时期单国国君，伯爵，姬姓，单氏，名確。鲁昭公七年（前535年），单献公弃亲用羁。冬十月辛酉，单襄公、单顷公的族人杀单献公而立单成公。鲁昭公十一年（前531年）秋，单成公和韩宣子在戚会盟，视下言徐。叔向看单子精神不振，说他视不登带，言不过步，貌不道容，而言不昭矣。不道，不共；不昭，不从。无守气矣，就要死了。十二月，单成公卒。
| 前任： 单献公 | 单国国君 前535年—前531年 | 繼任： 单穆公 |